# Věznice Pankrác

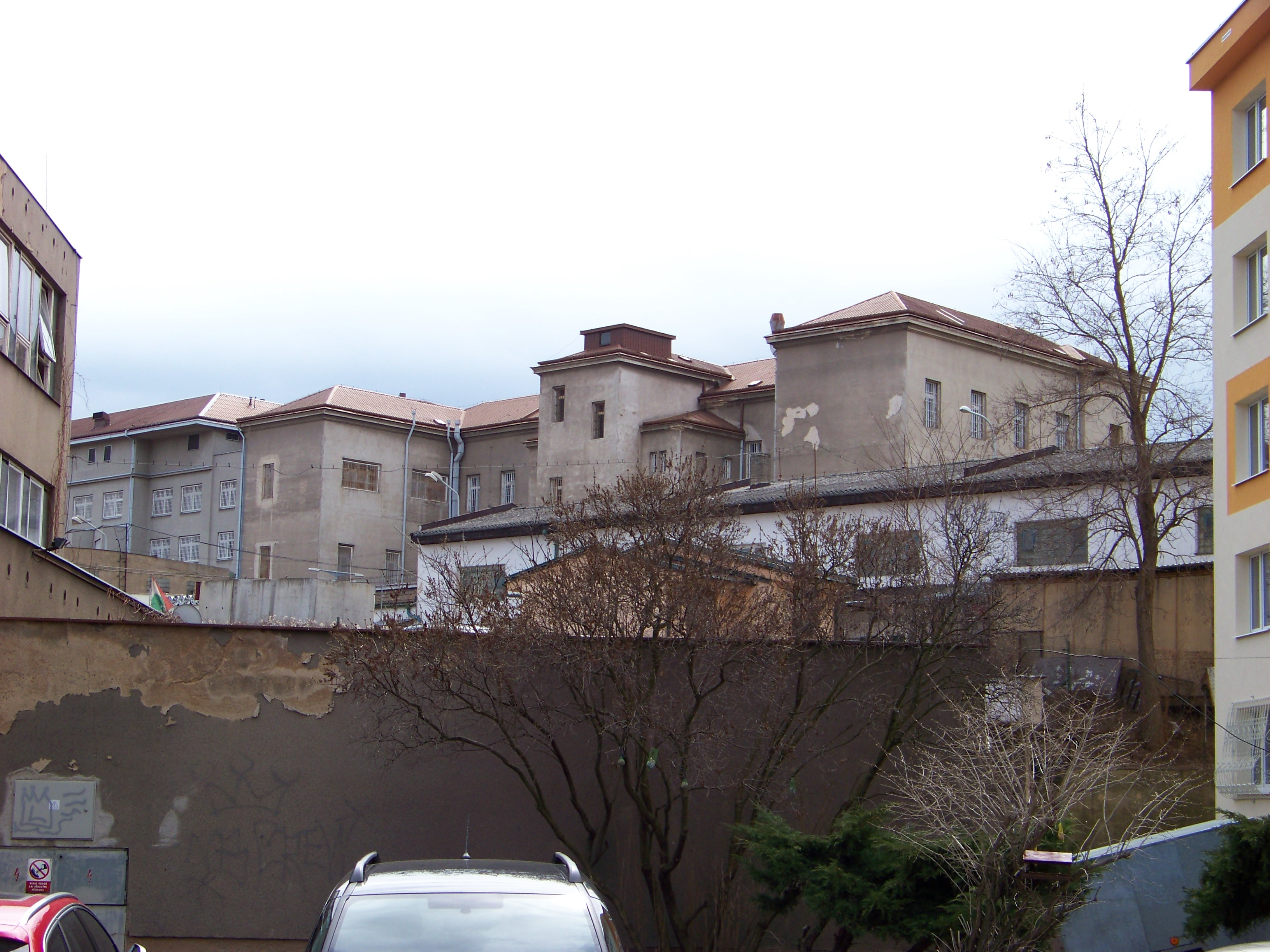
Pohled směrem od ulice Na květnici

Vazební věznice Praha Pankrác, je věznice v Praze. Je umístěna jižně od centra Prahy v Nuslích na Pankráci nedaleko stanice pražského metra Pražského povstání a přímo navazuje na budovu Vrchního soudu v Praze na Náměstí Hrdinů.

## Historie

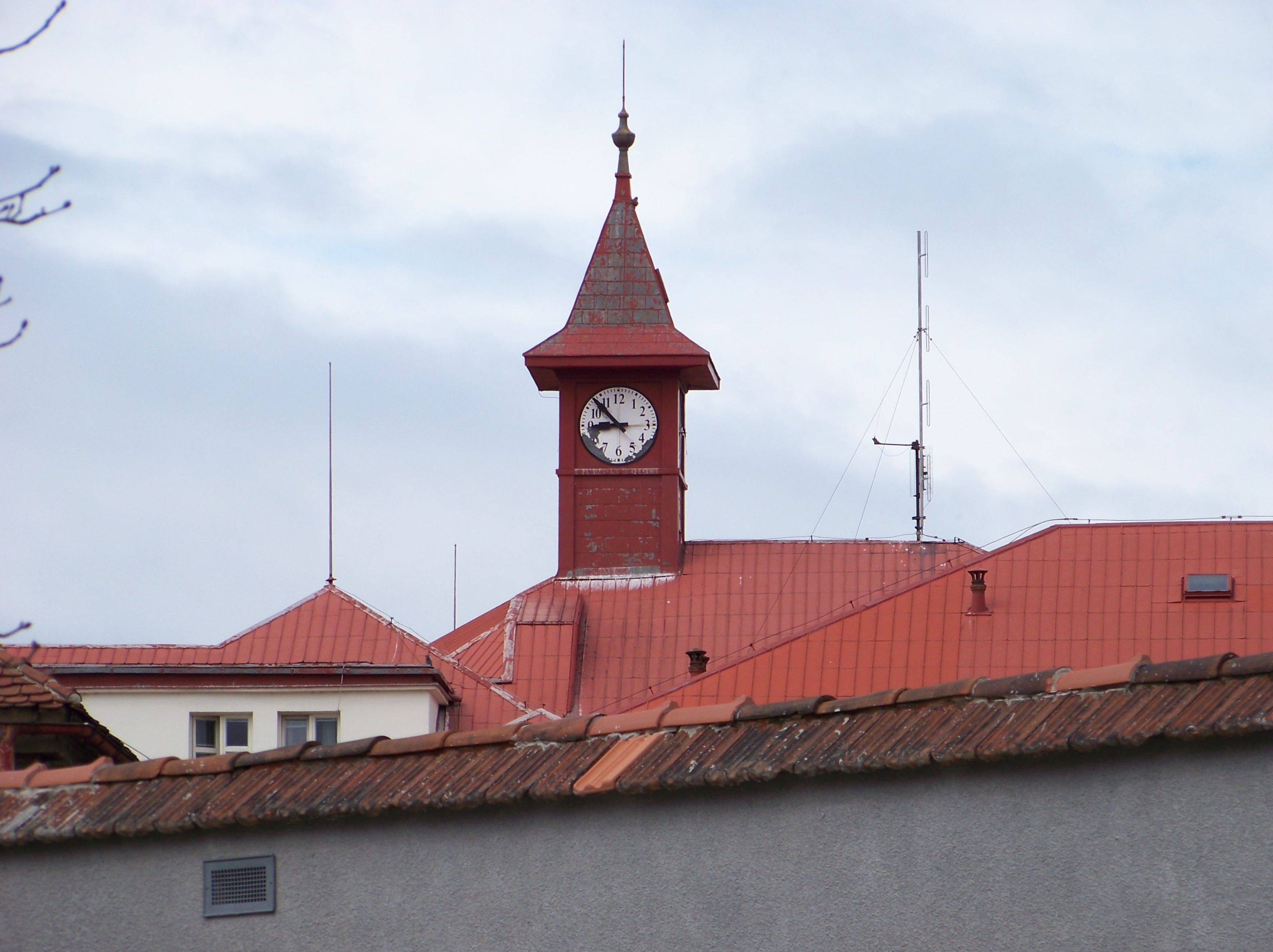
Věžička

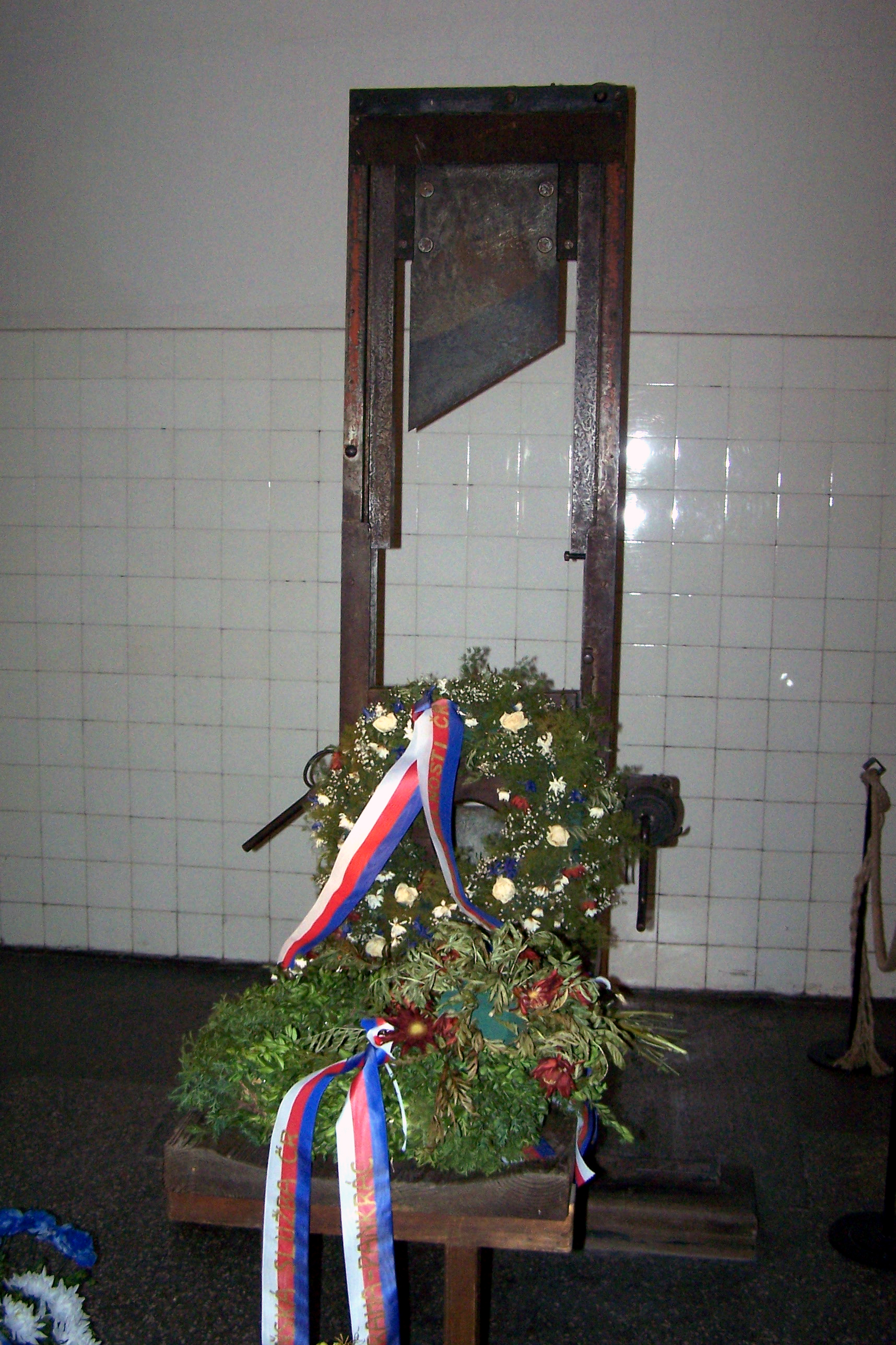
Gilotina v Pankrácké sekyrárně, používaná nacistickými Němci proti členům českého odporu

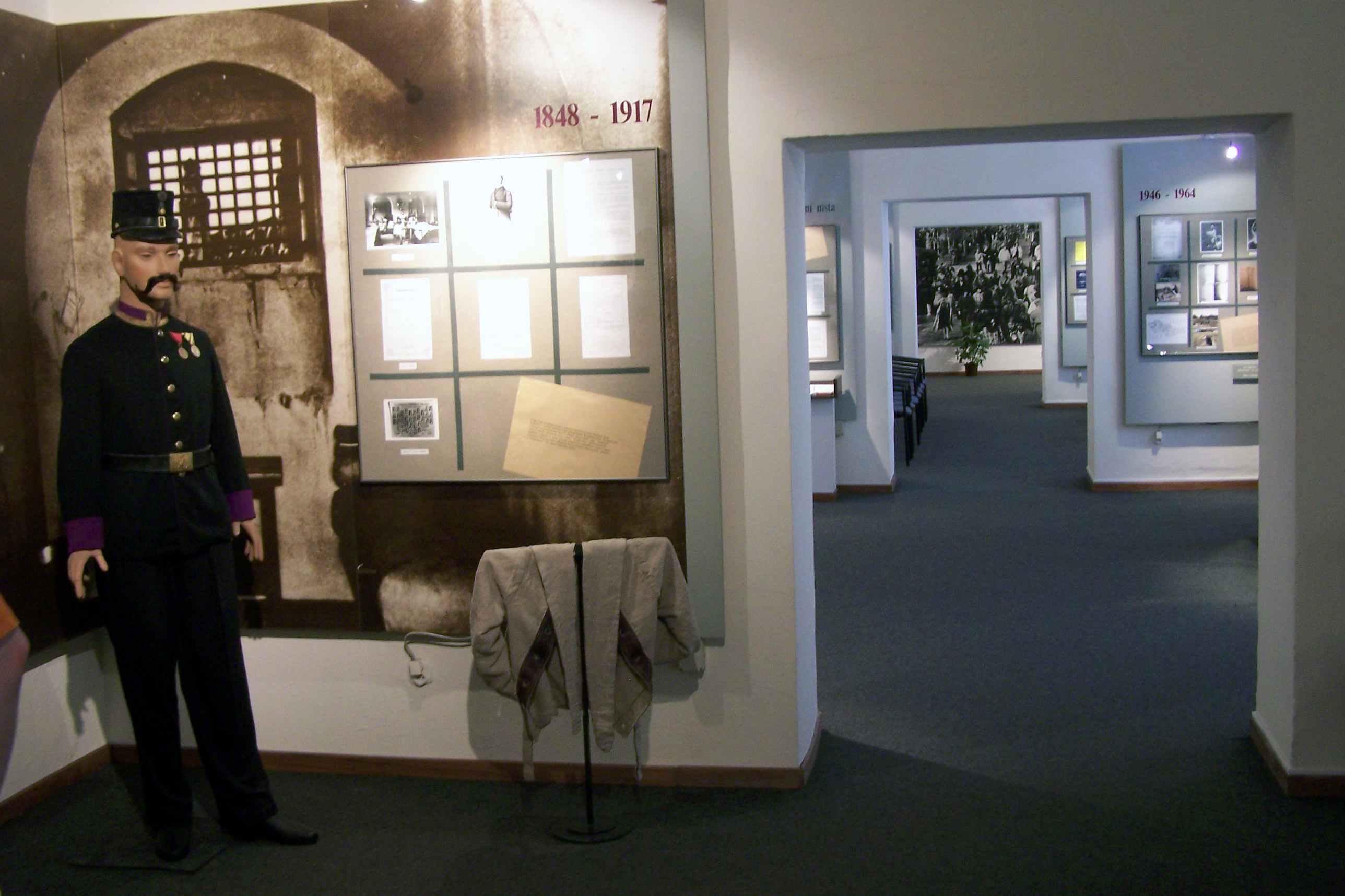
Expozice v Památníku Pankrác

Věznice byla postavena v letech 1885–1889, aby nahradila zastaralou Svatováclavskou trestnici, která stála mezi Karlovým náměstím a Vltavou. Místo pro novou věznici se v době její stavby nacházelo mimo území hlavního města, uprostřed polí za předměstím Nuslemi. Nicméně během několika desetiletí rozšiřující se Praha věznici zcela obklopila. V 30. letech 20. století byla k zařízení přistavěna velká budova soudu. Ve věznici bylo do roku 1939 popraveno celkem 6 osob.
Během nacistické okupace v letech 1939–1945 tu byly drženy ve vazbě tisíce Čechů, od členů odboje až po účastníky černého trhu předtím, než byli posláni k popravě, do jiné věznice v Německu nebo do koncentračního tábora. Na jaře 1943 začali nacisté vykonávat popravy přímo v zařízení samotném, kde k tomuto účelu byly přizpůsobeny tři cely. Mezi 15. dubnem 1943 a 26. dubnem 1945 přišlo na Pankráci gilotinou o hlavu celkem 1079 lidí a celkově bylo popraveno 1087 osob. Tři místnosti užívané pro tento krvavý účel (nazývané Pankrácká sekyrárna) jsou chráněny (včetně popravčího nástroje) a slouží jako památka, která je příležitostně přístupná školám a veřejnosti.
Po druhé světové válce bylo pak na základě velkého retribučního dekretu v letech 1945–1948 ve věznici popraveno 147 osob. Dalších 348 osob bylo ve věznici popraveno do zrušení trestu smrti v roce 1990, převážně oběšením. Celkem bylo v pankrácké věznici popraveno 1580 osob.

## Současnost
Podle oficiální zprávy Vězeňské služby slouží v současné době pankrácká věznice jako vazební dům pro obviněné muže a ženy a jako věznice pro odsouzené muže a ženy.
Věznění je typu s dohledem, dozorem a ostrahou, v menší míře se zvýšenou ostrahou. Kapacita zařízení je pro 1 202 vězňů, při 4 m² na vězněnou osobu. Vězni jsou ubytováni v místnostech s průměrnou kapacitou tři postele, největší obsahuje deset postelí.[zdroj?] V prostorách věznice se nachází také nemocnice Vězeňské služby ČR s kapacitou 111 lůžek, stejně jako pankrácký památník zahrnující výstavu Vězeňské služby. V roce 2006 zde bylo 568 vězeňských zaměstnanců.

## Kontroverze a kritika
V jejích prostorách v roce 2021 natočil uvězněný český rapper Leo Beránek kontroverzní hudební videoklip Kluci z basy na propašovaný mobilní telefon. Vězeňská služba čelila kritice za nedůmyslnou kontrolu návštěv. Situace byla následně řešena přesunem vězně do věznice Horní Slavkov, kde byl tři měsíce na izolaci.

## Někteří lidé věznění nebo popravení na Pankráci

### Protinacistický odboj
- gen. Josef Bílý (popraven v Ruzyňských kasárnách 28. 9. 1941)
- gen. Hugo Vojta (popraven v Ruzyňských kasárnách 28. 9. 1941)
- gen. Alois Eliáš (vězněn 1941–1942, popraven na Kobyliské střelnici 19. 6. 1942)
- gen. Bedřich Homola (vězněn 1941–1942, popraven 5. 1. 1943 v Berlíně–Plötzensee)
- gen. Jaroslav Lisý (vězněn 1941–1942, popraven 20. 1. 1943 v Berlíně–Plötzensee)
- Vladislav Vančura (vězněn 1942, popraven na Kobyliské střelnici 1. 6. 1942)
- Julius Fučík (vězněn 1942–1943, popraven 8. 9. 1943 v Berlíně–Plötzensee)
- Rudolf Karel (vězněn 1943–1945, umučen 6. 3. 1945 v Terezíně)
- Karel Jaroslav Obrátil (zemřel ve vězeňské nemocnici 5. dubna 1945)
- JUDr. Jaroslav Drábek, vězení přežil a po osvobození vedl žalobu proti německým válečným zločincům.

### Pachatelé válečných zločinů a nacističtí kolaboranti
- Karl Hermann Frank (veřejně popraven 22. 5. 1946)
- Jan Rys-Rozsévač (popraven 27. 6. 1946)
- Kurt Daluege (popraven 23. 10. 1946)
- Karel Čurda (popraven 29. 4. 1947)

### Oběti komunistických čistek
- Vladimír Clementis (popraven 3. 12. 1952)
- Rudolf Margolius (popraven 3. 12. 1952)
- Bedřich Reicin (popraven 3. 12. 1952)
- André Simone (popraven 3. 12. 1952)
- Rudolf Slánský (popraven 3. 12. 1952)
- Otto Šling (popraven 3. 12. 1952)

### Oběti komunistické zvůle
- JUDr. Jaroslav Borkovec (popraven 5. 11. 1949)
- Emanuel Čančík (popraven 5. 11. 1949)
- Josef Charvát (popraven 5. 11. 1949)
- pplk. Květoslav Prokeš (popraven 5. 11. 1949)
- škpt. Vratislav Janda (popraven 5. 11. 1949)
- Vratislav Polesný (popraven 5. 11. 1949)
- Josef Hořejší (popraven 7. 1. 1950)
- Stanislav Broj (popraven 23. 5. 1950)
- Jan Buchal (popraven 27. 6. 1950)
- JUDr. Milada Horáková (popravena 27. 6. 1950)
- Záviš Kalandra (popraven 27. 6.1950)
- Oldřich Pecl (popraven 27. 6. 1950)
- František Zajíček (popraven 7. 7. 1954)
- Zbyněk Janata a Václav Švéda (popraveni 2. 5. 1955)
- Ctibor Novák, strýc bratří Mašínů (popraven 2. 5. 1955)
- Vladivoj Tomek (popraven 17. 11. 1960)
- Štěpán kardinál Trochta (vězněn 1954-1960)
- Václav Havel (vězněn 1979–1980, poté do roku 1983 v Heřmanicích a na Borech, znovu poté na Pankráci leden–květen 1989)

### Další známí lidé
- Ivan Olbracht (vězněn 1928)
- doc. JUDr. Emil Hácha (zemřel ve vězeňské nemocnici 1945)
- Adina Mandlová (vězněna 1945)
- Lída Baarová (vězněna 1945)
- Gustav Husák (vězněn 1954–1960)[8]
- Václav Mrázek (popraven 1957)
- Marie Fikáčková (popravena 1961)
- Olga Hepnarová (popravena 1975, poslední popravená žena v Československu)
- Vojtěch Běloch (popraven 1975)
- Ladislav Hojer (popraven 1986)
- Vladimír Lulek (poslední popravený na Pankráci 1989)
- Radovan Krejčíř (několikrát ve vazbě)[9]
- Pavel Novotný (odsouzen na tři měsíce, trest nastoupil 2. 7. 2025)[10]